# 24 Heures du Mans 2014
Navigation
Édition précédente Édition suivante
Les 24 Heures du Mans 2014 sont la 82e édition de l'épreuve et se déroulent les samedi 14 et dimanche 15 juin 2014 sur le circuit de la Sarthe. Elle est la troisième manche du Championnat du monde d'endurance FIA 2014.
C'est Fernando Alonso (pilote pour la Scuderia Ferrari) qui, en tant qu'invité, a donné le départ de la course à 15 heures.

## Contexte avant la course
Le 27 avril 2014, l'ACO met à jour la liste d'engagées : cinq écuries déclarant forfait sont remplacées par autant de repêchés ; il n'y a plus de réservistes, le prochain désistement amputera la course d'un concurrent.

## Engagés
L'édition 2014 marque le retour officiel de Porsche dans la catégorie LMP1 avec la Porsche 919 Hybrid, seize ans après sa dernière victoire lors des 24 Heures du Mans 1998, avec un ancien Pilote de Formule 1, Mark Webber.
La marque Ligier est également de retour avec deux voitures de l'écurie OAK Racing et une voiture engagée par TDS Racing.
Durant une conférence de presse, Nissan annonce son grand retour au Mans en 2015 avec trois voitures.

### 56estand
L'auto du 56e stand sera la Nissan ZEOD RC conçue par Ben Bowlby comme la DeltaWing dont elle reprend un châssis similaire,.

### Invitations automatiques
Des invitations automatiques sont distribuées aux équipes récompensées lors de la saison 2013 dans les compétitions associées aux 24 Heures du Mans. Une écurie ne peut cumuler plus de deux invitations,.
| Motif de l'invitation                                 | LM P1                 | LM P2                      | LM GTE Pro              | LM GTE Am               |
| ----------------------------------------------------- | --------------------- | -------------------------- | ----------------------- | ----------------------- |
| 1er 24 Heures du Mans 2013                            | Audi Sport Team Joest | OAK Racing                 | Porsche AG Team Manthey | IMSA Performance Matmut |
| 1er European Le Mans Series 2013                      |                       | Signatech Alpine           | RAM Racing              |                         |
| 2e European Le Mans Series 2013                       |                       |                            | Proton Competition      |                         |
| 1er de la catégorie LMPC European Le Mans Series 2013 |                       | Team Endurance Challenge   |                         |                         |
| American Le Mans Series 2013                          |                       | Muscle Milk Pickett Racing | Risi Competizione       |                         |
| 1er Asian Le Mans Series 2013                         |                       | OAK Racing                 |                         | AF Corse                |
| 2e Asian Le Mans Series 2013                          |                       |                            |                         | Craft Racing AMR        |

### Liste officielle
- Championnat du monde d'endurance FIA
- European Le Mans Series
- United SportsCar Championship

| 1         |  | Audi Sport Team Joest     | Audi R18 e-tron quattro   | M | Lucas di Grassi       | Marc Gené                | Tom Kristensen          |
| 2         |  | Audi Sport Team Joest     | Audi R18 e-tron quattro   | M | Marcel Fässler        | André Lotterer           | Benoît Tréluyer         |
| 3         |  | Audi Sport Team Joest     | Audi R18 e-tron quattro   | M | Filipe Albuquerque    | Marco Bonanomi           | Oliver Jarvis           |
| 7         |  | Toyota Racing             | Toyota TS040 Hybrid       | M | Alexander Wurz        | Stéphane Sarrazin        | Kazuki Nakajima         |
| 8         |  | Toyota Racing             | Toyota TS040 Hybrid       | M | Anthony Davidson      | Nicolas Lapierre         | Sébastien Buemi         |
| 14        |  | Porsche Team              | Porsche 919 Hybrid        | M | Romain Dumas          | Neel Jani                | Marc Lieb               |
| 20        |  | Porsche Team              | Porsche 919 Hybrid        | M | Timo Bernhard         | Mark Webber              | Brendon Hartley         |
| LMP1-L    |  |                           |                           |   |                       |                          |                         |
| 12        |  | Rebellion Racing          | Rebellion R-One-Toyota    | M | Nicolas Prost         | Nick Heidfeld            | Mathias Beche           |
| 13        |  | Rebellion Racing          | Rebellion R-One-Toyota    | M | Dominik Kraihamer     | Andrea Belicchi          | Fabio Leimer            |
| LMP2      |  |                           |                           |   |                       |                          |                         |
| 24        |  | Sébastien Loeb Racing     | Oreca 03R-Nissan          | M | René Rast             | Jan Charouz              | Vincent Capillaire      |
| 26        |  | G-Drive Racing            | Morgan LMP2-Nissan        | D | Roman Rusinov         | Olivier Pla              | Julien Canal            |
| 27        |  | SMP Racing                | Oreca 03R-Nissan          | M | Sergey Zlobin         | Mika Salo                | Anton Ladygin (de)      |
| 29        |  | Pegasus Racing            | Morgan LMP2-Nissan        | D | Julien Schell         | Nicolas Leutwiler        | Léo Roussel             |
| 33        |  | OAK Racing-Team Asia      | Ligier JS P2-Honda        | M | David Cheng           | Ho-Pin Tung              | Adderly Fong            |
| 34        |  | Race Performance          | Oreca 03R-Judd            | D | Michel Frey           | Franck Mailleux          | Jon Lancaster           |
| 35        |  | OAK Racing                | Ligier JS P2-Nissan       | D | Alex Brundle          | Jann Mardenborough       | Mark Shulzhitskiy (en)  |
| 36        |  | Signatech Alpine          | Alpine A450b-Nissan       | D | Paul-Loup Chatin      | Nelson Panciatici        | Oliver Webb             |
| 37        |  | SMP Racing                | Oreca 03R-Nissan          | M | Kirill Ladygin        | Nicolas Minassian        | Maurizio Mediani        |
| 38        |  | Jota Sport                | Zytek Z11SN-Nissan        | D | Simon Dolan           | Harry Tincknell          | Oliver Turvey           |
| 41        |  | Greaves Motorsport        | Zytek Z11SN-Nissan        | D | Michael Munemann      | Alessandro Latif (en)    | James Winslow           |
| 42        |  | Caterham Racing           | Zytek Z11SN-Nissan        | D | Tom Kimber-Smith      | Matthew McMurry          | Chris Dyson             |
| 43        |  | Newblood by Morand Racing | Morgan LMP2-Judd          | D | Christian Klien       | Gary Hirsch              | Romain Brandela         |
| 46        |  | Thiriet by TDS Racing     | Ligier JS P2-Nissan       | D | Pierre Thiriet        | Ludovic Badey            | Tristan Gommendy        |
| 47        |  | KCMG                      | Oreca 03R-Nissan          | D | Matthew Howson        | Richard Bradley          | Alexandre Imperatori    |
| 48        |  | Murphy Prototypes         | Oreca 03R-Nissan          | D | Nathanaël Berthon     | Rodolfo González         | Karun Chandhok          |
| 50        |  | Larbre Compétition        | Morgan LMP2-Judd          | M | Pierre Ragues         | Ricky Taylor             | Keiko Ihara (en)        |
| LMGTE Pro |  |                           |                           |   |                       |                          |                         |
| 51        |  | AF Corse                  | Ferrari 458 Italia GT2    | M | Gianmaria Bruni       | Toni Vilander            | Giancarlo Fisichella    |
| 52        |  | RAM Racing                | Ferrari 458 Italia GT2    | M | Matt Griffin          | Álvaro Parente           | Federico Leo            |
| 71        |  | AF Corse                  | Ferrari 458 Italia GT2    | M | Davide Rigon          | Pierre Kaffer            | Olivier Beretta         |
| 73        |  | Corvette Racing           | Chevrolet Corvette C7.R   | M | Jan Magnussen         | Antonio García           | Jordan Taylor           |
| 74        |  | Corvette Racing           | Chevrolet Corvette C7.R   | M | Oliver Gavin          | Tommy Milner             | Richard Westbrook       |
| 79        |  | Prospeed Competition      | Porsche 911 GT3 RSR (997) | M | Cooper MacNeil        | Jeroen Bleekemolen       |                         |
| 91        |  | Porsche Team Manthey      | Porsche 911 RSR (991)     | M | Patrick Pilet         | Jörg Bergmeister         | Nick Tandy              |
| 92        |  | Porsche Team Manthey      | Porsche 911 RSR (991)     | M | Marco Holzer          | Frédéric Makowiecki      | Richard Lietz           |
| 97        |  | Aston Martin Racing       | Aston Martin Vantage GTE  | M | Darren Turner         | Stefan Mücke             | Bruno Senna             |
| 99        |  | Aston Martin Racing       | Aston Martin Vantage GTE  | M | Alex MacDowall        | Darryl O'Young           | Fernando Rees           |
| LMGTE Am  |  |                           |                           |   |                       |                          |                         |
| 53        |  | RAM Racing                | Ferrari 458 Italia GT2    | M | Johnny Mowlem         | Mark Patterson           | Archie Hamilton         |
| 57        |  | Krohn Racing              | Ferrari 458 Italia GT2    | M | Tracy Krohn           | Niclas Jönsson           | Ben Collins             |
| 58        |  | Team Sofrev-ASP           | Ferrari 458 Italia GT2    | M | Fabien Barthez        | Anthony Pons             | Soheil Ayari            |
| 60        |  | AF Corse                  | Ferrari 458 Italia GT2    | M | Peter Ashley-Mann     | Lorenzo Casè (pl)        | Raffaele Giammaria (en) |
| 61        |  | AF Corse                  | Ferrari 458 Italia GT2    | M | Luís Pérez Companc    | Marco Cioci              | Mirko Venturi           |
| 62        |  | AF Corse                  | Ferrari 458 Italia GT2    | M | Yannick Mallégol (pl) | Jean-Marc Bachelier (pl) | Howard Blank            |
| 66        |  | JMW Motorsport            | Ferrari 458 Italia GT2    | M | Abdulaziz Al Faisal   | Seth Neiman              | Spencer Pumpelly        |
| 67        |  | IMSA Performance Matmut   | Porsche 911 GT3 RSR (997) | M | Erik Maris            | Jean-Marc Merlin         | Éric Hélary             |
| 70        |  | Team Taisan               | Ferrari 458 Italia GT2    | M | Shinji Nakano         | Pierre Ehret             | Martin Rich             |
| 72        |  | SMP Racing                | Ferrari 458 Italia GT2    | M | Andrea Bertolini      | Viktor Shaytar           | Aleksey Basov (en)      |
| 75        |  | Prospeed Competition      | Porsche 911 GT3 RSR (997) | M | François Perrodo      | Emmanuel Collard         | Markus Palttala         |
| 76        |  | IMSA Performance Matmut   | Porsche 911 GT3 RSR (997) | M | Raymond Narac         | Nicolas Armindo          | David Hallyday          |
| 77        |  | Dempsey Racing-Proton     | Porsche 911 RSR (991)     | M | Patrick Dempsey       | Joe Foster (pl)          | Patrick Long            |
| 81        |  | AF Corse                  | Ferrari 458 Italia GT2    | M | Stephen Wyatt         | Michele Rugolo           | Sam Bird                |
| 88        |  | Proton Competition        | Porsche 911 RSR (991)     | M | Christian Ried        | Klaus Bachler            | Khaled Al Qubaisi       |
| 90        |  | 8Star Motorsports         | Ferrari 458 Italia GT2    | M | Frankie Montecalvo    | Gianluca Roda            | Paolo Ruberti           |
| 95        |  | Aston Martin Racing       | Aston Martin Vantage GTE  | M | Kristian Poulsen      | David Heinemeier Hansson | Nicki Thiim             |
| 98        |  | Aston Martin Racing       | Aston Martin Vantage GTE  | M | Paul Dalla Lana       | Pedro Lamy               | Christoffer Nygaard     |
| 56e stand |  |                           |                           |   |                       |                          |                         |
| 0         |  | Nissan Motorsports Global | Nissan ZEOD RC            | M | Lucas Ordóñez         | Wolfgang Reip            | Satoshi Motoyama        |

## Séances de qualifications

### Classement
Le leader de chaque catégorie et le meilleur temps au tour de chaque jour sont inscrits en gras. Le meilleur temps au tour de chaque voiture est inscrit sur fond grisé.
| Pos | n° | Écurie                           | Cat.    | Session 1 11/06/2014 22h / 24h | Session 2 12/06/2014 | Session 2 12/06/2014 |
| Pos | n° | Écurie                           | Cat.    | Session 1 11/06/2014 22h / 24h | 19h / 21h            | 21h30 / 24h          |
| --- | -- | -------------------------------- | ------- | ------------------------------ | -------------------- | -------------------- |
| 1   | 7  | Toyota Racing                    | LMP1    | 3 min 25 s 313                 | 3 min 22 s 589       | 3 min 21 s 789       |
| 2   | 14 | Porsche Team                     | LMP1    | 3 min 23 s 928                 | 3 min 22 s 708       | 3 min 22 s 146       |
| 3   | 8  | Toyota Racing                    | LMP1    | 3 min 25 s 410                 | 3 min 23 s 661       | 3 min 22 s 523       |
| 4   | 20 | Porsche Team                     | LMP1    | 3 min 23 s 157                 | 3 min 22 s 908       | 3 min 24 s 136       |
| 5   | 3  | Audi Sport Team Joest            | LMP1    | 3 min 26 s 445                 | 3 min 23 s 271       | 3 min 23 s 364       |
| 6   | 2  | Audi Sport Team Joest            | LMP1    | 3 min 26 s 388                 | 3 min 24 s 276       | 3 min 24 s 729       |
| 7   | 1  | Audi Sport Team Joest            | LMP1    |                                | 3 min 26 s 490       | 3 min 25 s 814       |
| 8   | 12 | Rebellion Racing                 | LMP1    | 3 min 34 s 922                 | 3 min 31 s 180       | 3 min 29 s 763       |
| 9   | 13 | Rebellion Racing                 | LMP1    | 3 min 33 s 117                 | 3 min 31 s 608       | 3 min 33 s 050       |
| 10  | 46 | Thiriet By TDS Racing            | LMP2    | 3 min 42 s 730                 | 3 min 38 s 094       | 3 min 37 s 609       |
| 11  | 38 | Jota Sport                       | LMP2    | 3 min 45 s 928                 | 3 min 44 s 842       | 3 min 37 s 674       |
| 12  | 35 | OAK Racing                       | LMP2    | 3 min 39 s 822                 | 3 min 39 s 523       | 3 min 37 s 892       |
| 13  | 26 | G-Drive Racing                   | LMP2    | 3 min 38 s 843                 | 3 min 41 s 446       | 3 min 38 s 000       |
| 14  | 36 | Signatech Alpine                 | LMP2    | 3 min 39 s 490                 | 3 min 38 s 769       | 3 min 38 s 089       |
| 15  | 48 | Murphy Prototypes                | LMP2    | 3 min 41 s 502                 | 3 min 38 s 207       | 3 min 39 s 091       |
| 16  | 47 | KCMG                             | LMP2    | 3 min 39 s 586                 | 3 min 40 s 476       | 3 min 38 s 689       |
| 17  | 43 | Newblood By Morand Racing        | LMP2    | 3 min 46 s 018                 | 3 min 39 s 135       | 3 min 41 s 066       |
| 18  | 34 | Race Performance                 | LMP2    | 3 min 39 s 993                 | 3 min 44 s 486       | 3 min 40 s 819       |
| 19  | 42 | Caterham Racing                  | LMP2    | 3 min 41 s 847                 | 3 min 47 s 255       | 3 min 40 s 035       |
| 20  | 24 | Sebastien Loeb Racing            | LMP2    | 3 min 43 s 507                 | 3 min 40 s 407       | 3 min 44 s 022       |
| 21  | 37 | SMP Racing                       | LMP2    | 3 min 46 s 940                 | 3 min 44 s 395       | 3 min 41 s 297       |
| 22  | 27 | SMP Racing                       | LMP2    | 3 min 43 s 618                 | 3 min 42 s 527       | 3 min 42 s 131       |
| 23  | 29 | Pegasus Racing                   | LMP2    | 3 min 49 s 046                 | 3 min 42 s 438       |                      |
| 24  | 33 | OAK Racing - Team Asia           | LMP2    | 3 min 42 s 988                 | 3 min 48 s 325       | 3 min 43 s 158       |
| 25  | 50 | Larbre Competition               | LMP2    | 3 min 53 s 948                 | 3 min 47 s 015       | 3 min 43 s 843       |
| 26  | 41 | Greaves Motorsport               | LMP2    |                                | 3 min 44 s 293       | 3 min 44 s 437       |
| 27  | 0  | Nissan Motorsports Global Nissan | CDNT    |                                | 3 min 57 s 096       | 3 min 50 s 185       |
| 28  | 51 | AF Corse                         | GTE Pro |                                |                      | 3 min 53 s 700       |
| 29  | 81 | AF Corse                         | GTE Am  | 4 min 02 s 452                 | 3 min 57 s 665       | 3 min 54 s 665       |
| 30  | 73 | Corvette Racing                  | GTE Pro | 3 min 56 s 443                 | 3 min 55 s 038       | 3 min 54 s 777       |
| 31  | 97 | Aston Martin Racing              | GTE Pro | 3 min 55 s 067                 | 3 min 56 s 516       | 3 min 54 s 891       |
| 32  | 74 | Corvette Racing                  | GTE Pro | 3 min 59 s 445                 | 3 min 57 s 160       | 3 min 55 s 190       |
| 33  | 52 | RAM Racing                       | GTE Pro | 3 min 57 s 793                 | 3 min 56 s 642       | 3 min 55 s 347       |
| 34  | 92 | Porsche Team Manthey             | GTE Pro | 3 min 55 s 516                 | 3 min 57 s 356       | 3 min 55 s 694       |
| 35  | 98 | Aston Martin Racing              | GTE Am  | 4 min 00 s 017                 | 3 min 57 s 455       | 3 min 55 s 644       |
| 36  | 91 | Porsche Team Manthey             | GTE Pro | 3 min 56 s 584                 | 3 min 57 s 682       | 3 min 55 s 745       |
| 37  | 95 | Aston Martin Racing              | GTE Am  | 4 min 06 s 464                 | 3 min 56 s 994       | 3 min 55 s 944       |
| 38  | 61 | AF Corse                         | GTE Am  |                                |                      | 3 min 55 s 977       |
| 39  | 72 | SMP Racing                       | GTE Am  | 3 min 56 s 787                 | 3 min 58 s 778       | 3 min 56 s 063       |
| 40  | 88 | Proton Competition               | GTE Am  | 3 min 59 s 291                 | 3 min 59 s 920       | 3 min 56 s 974       |
| 41  | 77 | Dempsey Racing - Proton          | GTE Am  | 3 min 57 s 004                 | 3 min 58 s 373       | 3 min 57 s 230       |
| 42  | 90 | 8Star Motorsports                | GTE Am  |                                |                      | 3 min 57 s 217       |
| 43  | 99 | Aston Martin Racing              | GTE Pro | 3 min 57 s 258                 |                      |                      |
| 44  | 60 | AF Corse                         | GTE Am  |                                |                      | 3 min 57 s 274       |
| 45  | 66 | JMW Motorsport                   | GTE Am  | 4 min 05 s 046                 | 3 min 58 s 512       | 3 min 57 s 757       |
| 46  | 53 | RAM Racing                       | GTE Am  | 3 min 59 s 794                 | 4 min 02 s 175       | 3 min 57 s 958       |
| 47  | 71 | AF Corse                         | GTE Pro | 3 min 58 s 330                 | 3 min 58 s 086       |                      |
| 48  | 76 | IMSA Performance Matmut          | GTE Am  |                                | 4 min 06 s 021       | 3 min 58 s 398       |
| 49  | 79 | Prospeed Competition             | GTE Am  | 4 min 01 s 226                 | 3 min 59 s 012       |                      |
| 50  | 75 | Prospeed Competition             | GTE Am  | 3 min 59 s 394                 | 3 min 59 s 604       | 4 min 05 s 147       |
| 51  | 58 | Team Sofrev ASP                  | GTE Am  | 3 min 59 s 837                 | 4 min 07 s 434       | 4 min 03 s 947       |
| 52  | 57 | Krohn Racing                     | GTE Am  | 4 min 03 s 789                 | 4 min 01 s 686       | 4 min 01 s 006       |
| 53  | 70 | Team Taisan                      | GTE Am  | 4 min 03 s 066                 | 4 min 01 s 446       | 4 min 04 s 512       |
| 54  | 67 | IMSA Performance Matmut          | GTE Am  |                                | 4 min 03 s 903       | 4 min 03 s 277       |
| 55  | 62 | AF Corse                         | GTE Am  | 4 min 11 s 533                 | 4 min 20 s 025       | 4 min 10 s 354       |

## Nombre de pilotes qualifiés pour la course
164 pilotes de 30 nationalités se qualifient pour cette édition 2014 des 24 Heures du Mans mais ce sont 161 d'entre eux qui prendront le départ de la course à la suite du retrait d'une voiture. Pour sa troisième et dernière participation à la boucle mancelle, la pilote japonaise Keiko Ihara sera l'unique femme de ce plateau.
| 36 Français     | 25 Britanniques | 16 Américains | 15 Italiens   | 11 Allemands  |
| 8 Suisses       | 7 Russes        | 6 Danois      | 5 Autrichiens | 4 Japonais    |
| 3 Brésiliens    | 3 Chinois       | 3 Espagnols   | 3 Finlandais  | 3 Portugais   |
| 2 Australiens   | 1 Argentin      | 1 Belge       | 1 Canadien    | 1 Émirien     |
| 1 Hongkongais   | 1 Indien        | 1 Irlandais   | 1 Monégasque  | 1 Néerlandais |
| 1 Néo-Zélandais | 1 Saoudien      | 1 Suédois     | 1 Tchèque     | 1 Vénézuélien |

## Course

### Classements intermédiaires
| Pos. | Après la 1re heure | Après la 1re heure                                                                   | Après 6 heures | Après 6 heures                                                                     | Après 12 heures | Après 12 heures                                                                    | Après 18 heures | Après 18 heures                                                                    |
| Pos. | n°                 | Voiture / Pilotes                                                                    | n°             | Voiture / Pilotes                                                                  | n°              | Voiture / Pilotes                                                                  | n°              | Voiture / Pilotes                                                                  |
| ---- | ------------------ | ------------------------------------------------------------------------------------ | -------------- | ---------------------------------------------------------------------------------- | --------------- | ---------------------------------------------------------------------------------- | --------------- | ---------------------------------------------------------------------------------- |
| 1    | 7                  | Toyota Racing Toyota TS040 Hybrid (LMP1) Wurz - Sarrazin - Nakajima                  | 7              | Toyota Racing Toyota TS040 Hybrid (LMP1) Wurz - Sarrazin - Nakajima                | 7               | Toyota Racing Toyota TS040 Hybrid (LMP1) Wurz - Sarrazin - Nakajima                | 1               | Audi Sport Team Joest Audi R18 e-tron quattro (LMP1) Kristensen - Gené - di Grassi |
| 2    | 2                  | Audi Sport Team Joest Audi R18 e-tron quattro (LMP1) Lotterer - Treluyer - Fassler   | 2              | Audi Sport Team Joest Audi R18 e-tron quattro (LMP1) Lotterer - Treluyer - Fassler | 2               | Audi Sport Team Joest Audi R18 e-tron quattro (LMP1) Lotterer - Treluyer - Fassler | 20              | Porsche Team Porsche 919 Hybrid (LMP1) Bernhard - Webber - Hartley                 |
| 3    | 3                  | Audi Sport Team Joest Audi R18 e-tron quattro (LMP1) Albuquerque - Bonanomi - Jarvis | 1              | Audi Sport Team Joest Audi R18 e-tron quattro (LMP1) Kristensen - Gené - di Grassi | 1               | Audi Sport Team Joest Audi R18 e-tron quattro (LMP1) Kristensen - Gené - di Grassi | 2               | Audi Sport Team Joest Audi R18 e-tron quattro (LMP1) Lotterer - Treluyer - Fassler |
| 4    | 8                  | Toyota Racing Toyota TS040 Hybrid (LMP1) Davidson - Sébastien Buemi - Lapierre       | 20             | Porsche Team Porsche 919 Hybrid (LMP1) Bernhard - Webber - Hartley                 | 20              | Porsche Team Porsche 919 Hybrid (LMP1) Bernhard - Webber - Hartley                 | 8               | Toyota Racing Toyota TS040 Hybrid (LMP1) Davidson - Sébastien Buemi - Lapierre     |
| 5    | 1                  | Audi Sport Team Joest Audi R18 e-tron quattro (LMP1) Kristensen - Gené - di Grassi   | 12             | Rebellion Racing Rebellion R-One (LMP1) Prost - Heidfeld - Beche                   | 14              | Porsche Team Porsche 919 Hybrid (LMP1) Dumas - Jani - Lieb                         | 14              | Porsche Team Porsche 919 Hybrid (LMP1) Dumas - Jani - Lieb                         |

### Classement final de la course

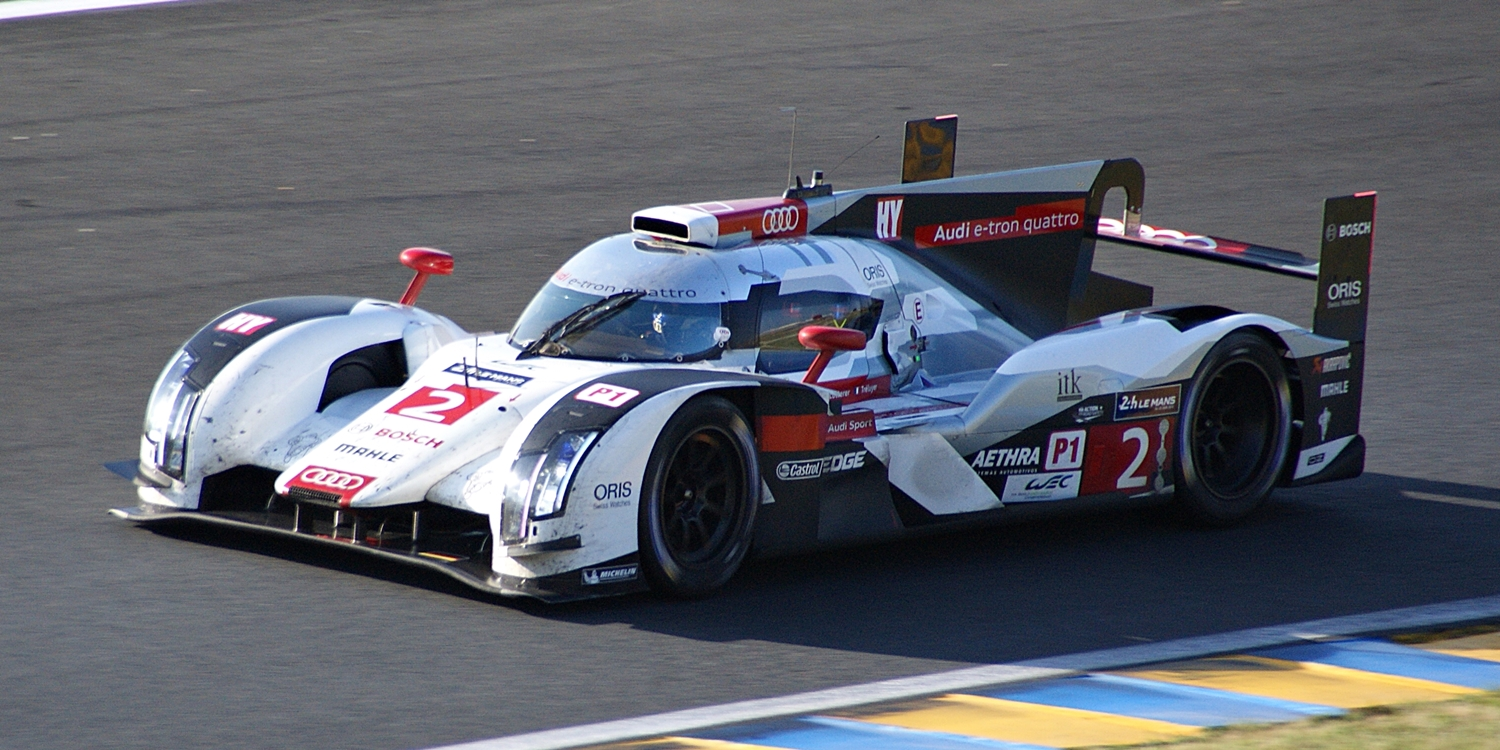
L'Audi R18 e-tron quattro, victorieuse de l'édition 2014.

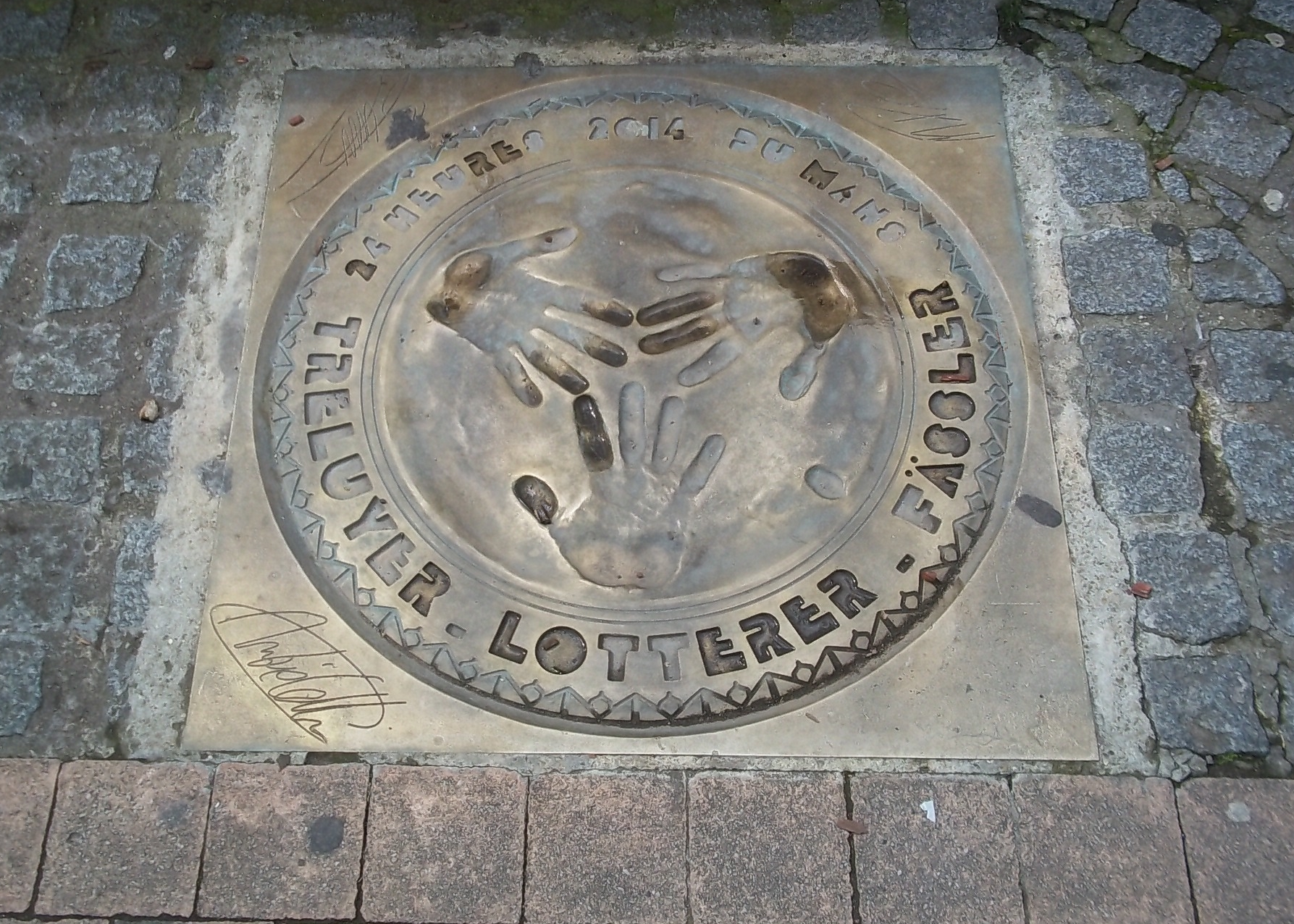
Les empreintes des vainqueurs de l'édition 2014 sur le "Walk of fame" du Mans.

| Pos   | Class                 | N° | Équipe                    | Pilotes                                                | Châssis                          | Pneus | Tours |
| Pos   | Class                 | N° | Équipe                    | Pilotes                                                | Moteur                           | Pneus | Tours |
| ----- | --------------------- | -- | ------------------------- | ------------------------------------------------------ | -------------------------------- | ----- | ----- |
| 1     | LMP1-H                | 2  | Audi Sport Team Joest     | André Lotterer Marcel Fässler Benoît Tréluyer          | Audi R18 e-tron quattro          | M     | 379   |
| 1     | LMP1-H                | 2  | Audi Sport Team Joest     | André Lotterer Marcel Fässler Benoît Tréluyer          | Audi TDI 4,0 L Turbo V6 (Diesel) | M     | 379   |
| 2     | LMP1-H                | 1  | Audi Sport Team Joest     | Tom Kristensen Marc Gené Lucas Di Grassi               | Audi R18 e-tron quattro          | M     | 376   |
| 2     | LMP1-H                | 1  | Audi Sport Team Joest     | Tom Kristensen Marc Gené Lucas Di Grassi               | Audi TDI 4,0 L Turbo V6 (Diesel) | M     | 376   |
| 3     | LMP1-H                | 8  | Toyota Racing             | Anthony Davidson Sébastien Buemi Nicolas Lapierre      | Toyota TS040 Hybrid              | M     | 374   |
| 3     | LMP1-H                | 8  | Toyota Racing             | Anthony Davidson Sébastien Buemi Nicolas Lapierre      | Toyota 3,7 L V8                  | M     | 374   |
| 4     | LMP1-L                | 12 | Rebellion Racing          | Nicolas Prost Nick Heidfeld Mathias Beche              | Rebellion R-One                  | M     | 360   |
| 4     | LMP1-L                | 12 | Rebellion Racing          | Nicolas Prost Nick Heidfeld Mathias Beche              | Toyota RV8KLM 3,4 L V8           | M     | 360   |
| 5     | LMP2                  | 38 | Jota Sport                | Simon Dolan Harry Tincknell Oliver Turvey              | Zytek Z11SN                      | D     | 356   |
| 5     | LMP2                  | 38 | Jota Sport                | Simon Dolan Harry Tincknell Oliver Turvey              | Nissan VK45DE 4,5 L V8           | D     | 356   |
| 6     | LMP2                  | 46 | Thiriet by TDS Racing     | Pierre Thiriet Ludovic Badey Tristan Gommendy          | Ligier JS P2                     | D     | 355   |
| 6     | LMP2                  | 46 | Thiriet by TDS Racing     | Pierre Thiriet Ludovic Badey Tristan Gommendy          | Nissan VK45DE 4,5 L V8           | D     | 355   |
| 7     | LMP2                  | 36 | Signatech Alpine          | Paul-Loup Chatin Nelson Panciatici Oliver Webb         | Alpine A450b                     | D     | 355   |
| 7     | LMP2                  | 36 | Signatech Alpine          | Paul-Loup Chatin Nelson Panciatici Oliver Webb         | Nissan VK45DE 4,5 L V8           | D     | 355   |
| 8     | LMP2                  | 24 | Sébastien Loeb Racing     | René Rast Jan Charouz Vincent Capillaire               | Oreca 03R                        | M     | 354   |
| 8     | LMP2                  | 24 | Sébastien Loeb Racing     | René Rast Jan Charouz Vincent Capillaire               | Nissan VK45DE 4,5 L V8           | M     | 354   |
| 9     | LMP2                  | 35 | Oak Racing                | Alex Brundle Jann Mardenborough Mark Shulzhitskiy (en) | Ligier JS P2                     | D     | 354   |
| 9     | LMP2                  | 35 | Oak Racing                | Alex Brundle Jann Mardenborough Mark Shulzhitskiy (en) | Nissan VK45DE 4,5 L V8           | D     | 354   |
| 10    | LMP2                  | 43 | Newblood by Morand Racing | Gary Hirsch Romain Brandela Christian Klien            | Morgan LMP2                      | D     | 352   |
| 10    | LMP2                  | 43 | Newblood by Morand Racing | Gary Hirsch Romain Brandela Christian Klien            | Judd HK 3,6 L V8                 | D     | 352   |
| 11    | LMP1-H                | 14 | Porsche Team              | Marc Lieb Romain Dumas Neel Jani                       | Porsche 919 Hybrid               | M     | 348   |
| 11    | LMP1-H                | 14 | Porsche Team              | Marc Lieb Romain Dumas Neel Jani                       | Porsche 2,0 L Turbo V4           | M     | 348   |
| 12    | LMP2                  | 33 | Oak Racing Team Asia      | David Cheng Ho-Pin Tung Adderly Fong                   | Ligier JS P2                     | M     | 347   |
| 12    | LMP2                  | 33 | Oak Racing Team Asia      | David Cheng Ho-Pin Tung Adderly Fong                   | Honda HR28TT 2,8 L Turbo V6      | M     | 347   |
| 13    | LMP2                  | 34 | Race Performance          | Michel Frey Franck Mailleux Jon Lancaster              | Oreca 03R                        | D     | 342   |
| 13    | LMP2                  | 34 | Race Performance          | Michel Frey Franck Mailleux Jon Lancaster              | Judd HK 3,6 L V8                 | D     | 342   |
| 14    | LMP2                  | 50 | Larbre Compétition        | Pierre Ragues Keiko Ihara (en) Ricky Taylor            | Morgan LMP2                      | M     | 341   |
| 14    | LMP2                  | 50 | Larbre Compétition        | Pierre Ragues Keiko Ihara (en) Ricky Taylor            | Judd HK 3,6 L V8                 | M     | 341   |
| 15    | LMGTE Pro             | 51 | AF Corse                  | Gianmaria Bruni Giancarlo Fisichella Toni Vilander     | Ferrari 458 Italia GT2           | M     | 339   |
| 15    | LMGTE Pro             | 51 | AF Corse                  | Gianmaria Bruni Giancarlo Fisichella Toni Vilander     | Ferrari 4,5 L V8                 | M     | 339   |
| 16    | LMGTE Pro             | 73 | Corvette Racing           | Jan Magnussen Antonio García Jordan Taylor             | Chevrolet Corvette C7.R          | M     | 338   |
| 16    | LMGTE Pro             | 73 | Corvette Racing           | Jan Magnussen Antonio García Jordan Taylor             | Chevrolet 5,5 L V8               | M     | 338   |
| 17    | LMGTE Pro             | 92 | Porsche Team Manthey      | Marco Holzer Frédéric Makowiecki Richard Lietz         | Porsche 911 RSR (991)            | M     | 337   |
| 17    | LMGTE Pro             | 92 | Porsche Team Manthey      | Marco Holzer Frédéric Makowiecki Richard Lietz         | Porsche 4,0 L Flat-6             | M     | 337   |
| 18    | LMP2                  | 29 | Pegasus Racing            | Julien Schell Stéphane Raffin Nicolas Leutwiler        | Morgan LMP2                      | D     | 336   |
| 18    | LMP2                  | 29 | Pegasus Racing            | Julien Schell Stéphane Raffin Nicolas Leutwiler        | Nissan VK45DE 4,5 L V8           | D     | 336   |
| 19    | LMGTE Am              | 95 | Aston Martin Racing       | David Heinemeier Hansson Kristian Poulsen Nicki Thiim  | Aston Martin V8 Vantage GTE      | M     | 334   |
| 19    | LMGTE Am              | 95 | Aston Martin Racing       | David Heinemeier Hansson Kristian Poulsen Nicki Thiim  | Aston Martin 4,5 L V8            | M     | 334   |
| 20    | LMGTE Pro             | 74 | Corvette Racing           | Tommy Milner Oliver Gavin Richard Westbrook            | Chevrolet Corvette C7.R          | M     | 333   |
| 20    | LMGTE Pro             | 74 | Corvette Racing           | Tommy Milner Oliver Gavin Richard Westbrook            | Chevrolet 5,5 L V8               | M     | 333   |
| 21    | LMGTE Am              | 88 | Proton Competition        | Christian Ried Klaus Bachler Khaled Al Qubaisi         | Porsche 911 RSR (991)            | M     | 332   |
| 21    | LMGTE Am              | 88 | Proton Competition        | Christian Ried Klaus Bachler Khaled Al Qubaisi         | Porsche 4,0 L Flat-6             | M     | 332   |
| 22    | LMGTE Am              | 61 | AF Corse                  | Luís Pérez Companc Marco Cioci Mirko Venturi           | Ferrari 458 Italia GT2           | M     | 331   |
| 22    | LMGTE Am              | 61 | AF Corse                  | Luís Pérez Companc Marco Cioci Mirko Venturi           | Ferrari 4,5 L V8                 | M     | 331   |
| 23    | LMGTE Am              | 90 | 8Star Motorsports         | Frankie Montecalvo Paolo Ruberti Gianluca Roda         | Ferrari 458 Italia GT2           | M     | 330   |
| 23    | LMGTE Am              | 90 | 8Star Motorsports         | Frankie Montecalvo Paolo Ruberti Gianluca Roda         | Ferrari 4,5 L V8                 | M     | 330   |
| 24    | LMGTE Am              | 77 | Dempsey Racing-Proton     | Patrick Dempsey Joe Foster Patrick Long                | Porsche 911 RSR (991)            | M     | 329   |
| 24    | LMGTE Am              | 77 | Dempsey Racing-Proton     | Patrick Dempsey Joe Foster Patrick Long                | Porsche 4,0 L Flat-6             | M     | 329   |
| 25    | LMP2                  | 42 | Caterham Racing           | Tom Kimber-Smith Chris Dyson Matthew McMurry           | Zytek Z11SN                      | D     | 329   |
| 25    | LMP2                  | 42 | Caterham Racing           | Tom Kimber-Smith Chris Dyson Matthew McMurry           | Nissan VK45DE 4,5 L V8           | D     | 329   |
| 26    | LMGTE Am              | 98 | Aston Martin Racing       | Paul Dalla Lana Pedro Lamy Christoffer Nygaard         | Aston Martin V8 Vantage GTE      | M     | 329   |
| 26    | LMGTE Am              | 98 | Aston Martin Racing       | Paul Dalla Lana Pedro Lamy Christoffer Nygaard         | Aston Martin 4,5 L V8            | M     | 329   |
| 27    | LMGTE Am              | 66 | JMW Motorsport            | Abdulaziz Al Faisal Seth Neiman Spencer Pumpelly       | Ferrari 458 Italia GT2           | M     | 327   |
| 27    | LMGTE Am              | 66 | JMW Motorsport            | Abdulaziz Al Faisal Seth Neiman Spencer Pumpelly       | Ferrari 4,5 L V8                 | M     | 327   |
| 28    | LMGTE Am              | 70 | Team Taisan               | Shinji Nakano Martin Rich Pierre Ehret                 | Ferrari 458 Italia GT2           | M     | 327   |
| 28    | LMGTE Am              | 70 | Team Taisan               | Shinji Nakano Martin Rich Pierre Ehret                 | Ferrari 4,5 L V8                 | M     | 327   |
| 29    | LMGTE Am              | 58 | Team Sofrev ASP           | Anthony Pons Soheil Ayari Fabien Barthez               | Ferrari 458 Italia GT2           | M     | 325   |
| 29    | LMGTE Am              | 58 | Team Sofrev ASP           | Anthony Pons Soheil Ayari Fabien Barthez               | Ferrari 4,5 L V8                 | M     | 325   |
| 30    | LMGTE Am              | 57 | Krohn Racing              | Tracy Krohn Niclas Jönsson Ben Collins                 | Ferrari 458 Italia GT2           | M     | 324   |
| 30    | LMGTE Am              | 57 | Krohn Racing              | Tracy Krohn Niclas Jönsson Ben Collins                 | Ferrari 4,5 L V8                 | M     | 324   |
| 31    | LMGTE Am              | 76 | IMSA Performance Matmut   | Raymond Narac Nicolas Armindo David Hallyday           | Porsche 911 GT3 RSR (997)        | M     | 323   |
| 31    | LMGTE Am              | 76 | IMSA Performance Matmut   | Raymond Narac Nicolas Armindo David Hallyday           | Porsche 4,0 L Flat-6             | M     | 323   |
| 32    | LMGTE Am              | 53 | RAM Racing                | Johnny Mowlem Archie Hamilton Mark Patterson           | Ferrari 458 Italia GT2           | M     | 319   |
| 32    | LMGTE Am              | 53 | RAM Racing                | Johnny Mowlem Archie Hamilton Mark Patterson           | Ferrari 4,5 L V8                 | M     | 319   |
| 33    | LMGTE Pro             | 79 | Prospeed Competition      | Jeroen Bleekemolen Cooper MacNeil                      | Porsche 911 GT3 RSR (997)        | M     | 319   |
| 33    | LMGTE Pro             | 79 | Prospeed Competition      | Jeroen Bleekemolen Cooper MacNeil                      | Porsche 4,0 L Flat-6             | M     | 319   |
| 34    | LMGTE Am              | 67 | IMSA Performance Matmut   | Erik Maris Jean-Marc Merlin Éric Hélary                | Porsche 911 GT3 RSR (997)        | M     | 317   |
| 34    | LMGTE Am              | 67 | IMSA Performance Matmut   | Erik Maris Jean-Marc Merlin Éric Hélary                | Porsche 4,0 L Flat-6             | M     | 317   |
| 35    | LMGTE Pro             | 97 | Aston Martin Racing       | Darren Turner Stefan Mücke Bruno Senna                 | Aston Martin V8 Vantage GTE      | M     | 310   |
| 35    | LMGTE Pro             | 97 | Aston Martin Racing       | Darren Turner Stefan Mücke Bruno Senna                 | Aston Martin 4,5 L V8            | M     | 310   |
| 36    | LMGTE Pro             | 91 | Porsche Team Manthey      | Patrick Pilet Nick Tandy Jörg Bergmeister              | Porsche 911 RSR (991)            | M     | 309   |
| 36    | LMGTE Pro             | 91 | Porsche Team Manthey      | Patrick Pilet Nick Tandy Jörg Bergmeister              | Porsche 4,0 L Flat-6             | M     | 309   |
| 37    | LMP2                  | 27 | SMP Racing                | Sergey Zlobin Anton Ladygin Mika Salo                  | Oreca 03R                        | M     | 303   |
| 37    | LMP2                  | 27 | SMP Racing                | Sergey Zlobin Anton Ladygin Mika Salo                  | Nissan VK45DE 4,5 L V8           | M     | 303   |
| 38    | LMGTE Am              | 62 | AF Corse                  | Yannick Mollégol Jean-Marc Bachelier Howard Blank      | Ferrari 458 Italia GT2           | M     | 295   |
| 38    | LMGTE Am              | 62 | AF Corse                  | Yannick Mollégol Jean-Marc Bachelier Howard Blank      | Ferrari 4,5 L V8                 | M     | 295   |
| N. c. | LMP1-H                | 20 | Porsche Team              | Timo Bernhard Brendon Hartley Mark Webber              | Porsche 919 Hybrid               | M     | 346   |
| N. c. | LMP1-H                | 20 | Porsche Team              | Timo Bernhard Brendon Hartley Mark Webber              | Porsche 2,0 L Turbo V4           | M     | 346   |
| Abd.  | LMP1-H                | 7  | Toyota Racing             | Alexander Wurz Stéphane Sarrazin Kazuki Nakajima       | Toyota TS040 Hybrid              | M     | 219   |
| Abd.  | LMP1-H                | 7  | Toyota Racing             | Alexander Wurz Stéphane Sarrazin Kazuki Nakajima       | Toyota 3,7 L V8                  | M     | 219   |
| Abd.  | LMGTE Am              | 72 | SMP Racing                | Andrea Bertolini Viktor Shaytar Alexsey Basov          | Ferrari 458 Italia GT2           | M     | 196   |
| Abd.  | LMGTE Am              | 72 | SMP Racing                | Andrea Bertolini Viktor Shaytar Alexsey Basov          | Ferrari 4,5 L V8                 | M     | 196   |
| Abd.  | LMGTE Am              | 75 | Prospeed Competition      | François Perrodo Emmanuel Collard Markus Palttala      | Porsche 911 GT3 RSR (997)        | M     | 194   |
| Abd.  | LMGTE Am              | 75 | Prospeed Competition      | François Perrodo Emmanuel Collard Markus Palttala      | Porsche 4,0 L Flat-6             | M     | 194   |
| Abd.  | LMGTE Pro             | 52 | RAM Racing                | Matt Griffin Álvaro Parente Federico Leo               | Ferrari 458 Italia GT2           | M     | 140   |
| Abd.  | LMGTE Pro             | 52 | RAM Racing                | Matt Griffin Álvaro Parente Federico Leo               | Ferrari 4,5 L V8                 | M     | 140   |
| Abd.  | LMP2                  | 26 | G-Drive Racing            | Roman Rusinov Olivier Pla Julien Canal                 | Morgan LMP2                      | D     | 120   |
| Abd.  | LMP2                  | 26 | G-Drive Racing            | Roman Rusinov Olivier Pla Julien Canal                 | Nissan VK45DE 4,5 L V8           | D     | 120   |
| Abd.  | LMGTE Am              | 60 | AF Corse                  | Peter Ashley Mann Lorenzo Casè Raffaele Giammaria (en) | Ferrari 458 Italia GT2           | M     | 115   |
| Abd.  | LMGTE Am              | 60 | AF Corse                  | Peter Ashley Mann Lorenzo Casè Raffaele Giammaria (en) | Ferrari 4,5 L V8                 | M     | 115   |
| Abd.  | LMP2                  | 47 | KCMG                      | Matthew Howson Richard Bradley Alexandre Imperatori    | Oreca 03R                        | D     | 87    |
| Abd.  | LMP2                  | 47 | KCMG                      | Matthew Howson Richard Bradley Alexandre Imperatori    | Nissan VK45DE 4,5 L V8           | D     | 87    |
| Abd.  | LMP1-L                | 13 | Rebellion Racing          | Andrea Belicchi Fabio Leimer Dominik Kraihamer         | Rebellion R-One                  | M     | 73    |
| Abd.  | LMP1-L                | 13 | Rebellion Racing          | Andrea Belicchi Fabio Leimer Dominik Kraihamer         | Toyota RV8KLM 3,4 L V8           | M     | 73    |
| Abd.  | LMP2                  | 48 | Murphy Prototypes         | Nathanaël Berthon Karun Chandhok Rodolfo González      | Oreca 03R                        | D     | 73    |
| Abd.  | LMP2                  | 48 | Murphy Prototypes         | Nathanaël Berthon Karun Chandhok Rodolfo González      | Nissan VK45DE 4,5 L V8           | D     | 73    |
| Abd.  | LMP2                  | 41 | Greaves Motorsport        | Michael Munemann Alessandro Latif (en) James Winslow   | Zytek Z11SN                      | D     | 31    |
| Abd.  | LMP2                  | 41 | Greaves Motorsport        | Michael Munemann Alessandro Latif (en) James Winslow   | Nissan VK45DE 4,5 L V8           | D     | 31    |
| Abd.  | LMGTE Pro             | 71 | AF Corse                  | Davide Rigon Pierre Kaffer Olivier Beretta             | Ferrari 458 Italia GT2           | M     | 28    |
| Abd.  | LMGTE Pro             | 71 | AF Corse                  | Davide Rigon Pierre Kaffer Olivier Beretta             | Ferrari 4,5 L V8                 | M     | 28    |
| Abd.  | LMP1-H                | 3  | Audi Sport Team Joest     | Filipe Albuquerque Marco Bonanomi Oliver Jarvis        | Audi R18 e-tron quattro          | M     | 25    |
| Abd.  | LMP1-H                | 3  | Audi Sport Team Joest     | Filipe Albuquerque Marco Bonanomi Oliver Jarvis        | Audi TDI 4,0 L Turbo V6 (Diesel) | M     | 25    |
| Abd.  | LMGTE Am              | 81 | AF Corse                  | Stephen Wyatt Michele Rugolo Sam Bird                  | Ferrari 458 Italia GT2           | M     | 22    |
| Abd.  | LMGTE Am              | 81 | AF Corse                  | Stephen Wyatt Michele Rugolo Sam Bird                  | Ferrari 4,5 L V8                 | M     | 22    |
| Abd.  | LMP2                  | 37 | SMP Racing                | Kirill Ladygin Maurizio Mediani Nicolas Minassian      | Oreca 03R                        | M     | 9     |
| Abd.  | LMP2                  | 37 | SMP Racing                | Kirill Ladygin Maurizio Mediani Nicolas Minassian      | Nissan VK45DE 4,5 L V8           | M     | 9     |
| Abd.  |                       | 0  | Nissan Motorsports Global | Lucas Ordóñez Wolfgang Reip Satoshi Motoyama           | Nissan ZEOD RC                   | M     | 5     |
| Abd.  | Nissan 1,5 L Turbo I3 | 0  | Nissan Motorsports Global | Lucas Ordóñez Wolfgang Reip Satoshi Motoyama           |                                  | M     | 5     |
| N. p. | LMGTE Pro             | 99 | Aston Martin Racing       | Darryl O'Young Alex MacDowall Fernando Rees            | Aston Martin V8 Vantage GTE      | M     | –     |
| N. p. | LMGTE Pro             | 99 | Aston Martin Racing       | Darryl O'Young Alex MacDowall Fernando Rees            | Aston Martin 4,5 L V8            | M     | –     |

## Record du tour
- Meilleur tour en course : André Lotterer sur Audi R18 e-tron quattro en 3 min 22 s 567 (242, 213 km/h) au 317e tour[9].